# Grammia nerea
Grammia nerea är en fjärilsart som beskrevs av Jean Baptiste Boisduval 1868. Grammia nerea ingår i släktet Grammia och familjen björnspinnare. Inga underarter finns listade i Catalogue of Life.